# Matthias Richter (Autor)
Matthias Richter (* 20. März 1957 in Potsdam) ist ein deutscher Literaturwissenschaftler und Fachdidaktiker.

## Leben
Richters Mutter war Lehrerin, der Vater war wissenschaftlicher Mitarbeiter an der Pädagogischen Hochschule Brandenburg in Potsdam mit dem Fachgebiet Didaktik des Geographieunterrichts und wurde 1957 nach der Habilitation zum Dozenten (= Hochschullehrer) ernannt. In dem von der DDR-Führung verschärften rigorosen gesellschaftspolitischen Klima nach dem Ungarnaufstand siedelte die Familie 1958 in die Bundesrepublik über und ließen sich in Lüneburg nieder. Beide Eltern arbeiteten dort im Schuldienst. Nach dem Abitur 1975 und anschließendem Zivildienst studierte Matthias Richter Germanistik, Philosophie und Theologie an der Freien Universität in Berlin, wechselte später nach Göttingen. Dort Schuldienst am Felix-Klein-Gymnasium, ab 2004 Fachleiter für Deutsch am Studienseminar Celle für das Lehramt an Gymnasien (bis 2022). Matthias Richter lebt mit seiner Ehefrau in Celle und hat zwei erwachsene Kinder.

## Arbeit
1992 Promotion in Göttingen mit der Arbeit „Die Sprache jüdischer Figuren in der deutschen Literatur (1750–1933)“ (Buchveröffentlichung 1995 im Wallstein Verlag). Neben dem Schuldienst war Richter zwanzig Jahre freier Mitarbeiter für die Literaturredaktion des NDR in Hannover, Lehrbeauftragter an der TU Braunschweig (Fachdidaktik Deutsch) und Verfasser mehrerer fachdidaktischer Beiträge (v. a., zusammen mit Martin Leubner und Anja Saupe) „Literaturdidaktik“ (Akademie-Verlag, später de Gruyter), zuletzt „Kurslektüre Kleist ‚Der zerbrochne Krug‘“ (2024). 2001 arbeitete Richter für kurze Zeit als Leiter der Museumsabteilung im Deutschen Literaturarchiv in Marbach, kehrte aber in den Schuldienst in Niedersachsen zurück. Ab 2004 langjährige Mitarbeit in verschiedenen Kommissionen zur Entwicklung von Lehrplänen und zentralen Prüfungsaufgaben. Als Mitherausgeber und Autor arbeitete Richter über Friedrich Gottlieb Klopstock, Eduard Mörike, Anton Tschechow, Anna Seghers, Peter Weiss (z. B. „Gespräche mit Peter Weiss“, zusammen mit Rainer Gerlach), Uwe Johnson u. v. a. „Im Dickicht. Aus den letzten Monaten des Stückeschreibers. Vier Nachtstücke“ (2024) ist eine fiktionale, erzählerische Phantasie, die von zahlreichen Details aus dem Leben und dem Werk Bertolt Brechts inspiriert ist und sich den politischen Widersprüchen zu nähern versucht, über die Brecht selbst allenfalls in Andeutungen Rechenschaft abzulegen vermochte.

## Buchveröffentlichungen
- Im Dickicht: Aus den letzten Monaten des Stückeschreibers. Vier Nachtstücke. Wallstein-Verlag, Göttingen 2024, ISBN 978-3-8353-5745-7.
- Heinrich von Kleist: Die Marquise von O.../ Das Erdbeben in Chile. Klett, Stuttgart/Leipzig 2009, ISBN 978-3-12-352447-9.
- Die Sprache jüdischer Figuren in der deutschen Literatur (1750–1933). Wallstein-Verlag, Göttingen 1995, ISBN 3-89244-068-9.
- Leopold Friedrich Günther von Goeckingk: Lieder zweier Liebenden. Hrsg.: Matthias Richter. Wallstein-Verlag, Göttingen 1988, ISBN 978-3-89244-003-1.
- mit Rainer Gerlach (Hrsg.): Peter Weiss im Gespräch. Suhrkamp, Frankfurt am Main 1986, ISBN 3-518-11303-8.